# Exhyalanthrax atriventris
Exhyalanthrax atriventris är en tvåvingeart som först beskrevs av Hesse 1956.  Exhyalanthrax atriventris ingår i släktet Exhyalanthrax och familjen svävflugor. Inga underarter finns listade i Catalogue of Life.